# Nord (roman)
Pour les articles homonymes, voir Nord (homonymie).
Nord est un roman de Louis-Ferdinand Céline publié aux éditions Gallimard en 1960. Il fait partie, entre D'un château l'autre (1957) et Rigodon (1969), de la « trilogie allemande » qui retrace, dans le désordre, les tribulations du narrateur, de sa femme Lili, de leur chat Bébert et de leur compagnon Le Vigan, fuyant la France devant l'avancée des Alliés et traversant l'Allemagne pour finir par se réfugier — sans Le Vigan — au Danemark.
Le roman s'inspire des étapes de ce périple à Baden-Baden, Berlin et Kränzlin (Zornhof dans le roman), avant le voyage vers Sigmaringen où le gouvernement de Vichy (accompagné de nombreux collaborateurs), a été transféré par les Allemands (épisode traité dans D'un château l'autre).

## Contexte
Le 17 juin 1944, alors que les Alliés ont débarqué en Normandie le 6, Louis-Ferdinand Céline et sa femme Lucette (Lili) quittent Paris, avec leur chat Bébert. Ils prennent la direction de l'Allemagne, seul itinéraire alors praticable pour gagner le Danemark, où l'écrivain a mis de l'argent en sûreté avant la guerre. Arrivés à Baden-Baden, où ils retrouvent l'acteur Robert Le Vigan, également compromis avec la Collaboration, leurs papiers sont confisqués. Fin août, ils sont autorisés à se rendre à Berlin, d'où ils sont dirigés vers Kränzlin (Zornhof dans le roman). Ils y séjournent jusqu' à la fin octobre dans un domaine agricole réquisitionné. Après avoir tenté en vain de s'approcher de la frontière danoise, Céline est autorisé à se rendre à Sigmaringen, où le gouvernement de Vichy (accompagné de nombreux collaborateurs) a été installé par les Allemands. Arrivés à Sigmaringen début novembre, après avoir traversé l'Allemagne en train du nord au sud, Céline et son épouse, brouillés avec Le Vigan, s'installent à l'hôtel Löwen. Céline, redevenu le Dr Destouches, partage avec un confrère une patientèle de deux mille réfugiés. Le 22 mars 1945, ayant obtenu l'autorisation de gagner le Danemark, il quitte Sigmaringen et traverse l'Allemagne du sud au nord, avec Lili et le chat Bébert, pour gagner la frontière. Après cinq journées de voyage en train sous les bombardements, ils arrivent finalement à Copenhague le 27 mars,.

## Genèse
Après le succès de librairie obtenu avec D'un château l'autre, Céline décide de raconter comment il a fui la France et rejoint Vichy et la Collaboration à Sigmaringen. Il mobilise ses souvenirs de Baden-Baden, ceux de son séjour à Berlin, et surtout ceux de « Zornhof », village qu'il a rejoint en pensant se rapprocher d'une ligne de fuite vers le Danemark, mais qui se révèle un cul-de-sac. Les témoignages produits lors du procès en diffamation qui suivra la publication de Nord permettent de mesurer à quel point Céline s'affranchit du réel quand il transpose librement le vécu sur le plan romanesque. Contrairement à D'un château l'autre, où il avait été contraint par le caractère historique de l'épisode et des personnages de Sigmaringen, Céline laisse, dans Nord, libre cours à son imagination, notamment  dans l'épisode de « Zornhof ». À propos d'un personnage qu'il n'a croisé que de loin ou rencontré qu'anecdotiquement, Céline saisit l'incident et le détail qui lui permettent de développer le caractère et la situation jusqu'aux limites du grotesque, du tragique et du vraisemblable. Il en profite pour s'établir lui-même comme un des protagonistes principaux de l'histoire et de ses rebondissements, là où les témoins ne se souviennent que d'un personnage secondaire. Céline commence la rédaction au printemps 1957, et le titre filtre pour la première fois dans un journal en 1958.

## Résumé
Fuyant l'Épuration après leur collaboration avec l'occupant allemand, Céline et son épouse quittent la France pour se rendre à Baden-Baden, où ils se trouvent lors de l'attentat manqué contre Hitler. De là, ils rejoignent Berlin sous les bombardements, où ils sont accueillis par Harras, un officier-médecin, ami et confrère de Céline, qui les exfiltre vers l'imaginaire Zornhof (dans la réalité le village de Kränzlin dans le Nord de l'Allemagne). Dans ce bourg campagnard, hébergés par une famille noble allemande dans un domaine agricole, en partie réquisitionné pour loger des réfugiés, des travailleurs forcés  et des objecteurs de conscience, ils éprouvent les privations alimentaires, les échos des bombardements alliés, et le délire général qui enveloppe la population allemande. Comme le microcosme de Sigmaringen et de Baden-Baden, celui de Zornhof est observé à la loupe, mais il est cette fois transposé sans souci de respecter une quelconque vraisemblance historique.

## Style

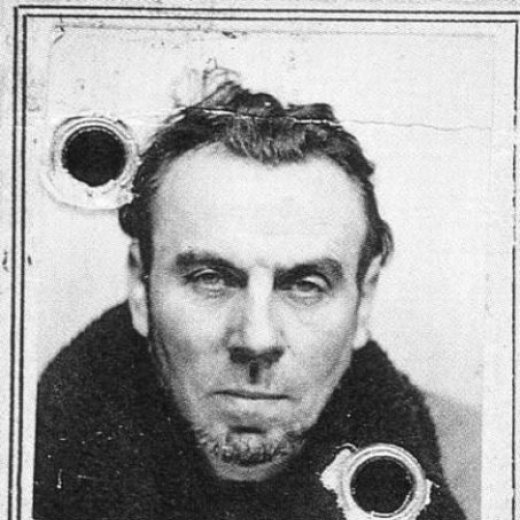
Photographie figurant sur les faux papiers d'identité établis pour Céline au moment de fuir la France. Il n'en aura pas besoin, utilisant, pour se rendre à Baden-Baden, un laisser-passer allemand.

D'un point de vue stylistique, Céline poursuit dans même veine que D'un château l'autre, mais sur un ton plus réaliste. Il se veut chroniqueur et, de fait, son récit est essentiellement descriptif et factuel. Il s'épanche moins qu'à l'accoutumée sur ce qu'il pense ou ressent face aux choses, êtres et situations qu'il rencontre. À l'égard des personnages qu'il côtoie, il n'exprime globalement ni empathie particulière, ni hostilité, ni indifférence, tout juste un sentiment général de gâchis, se contentant de décrire, parfois avec une pointe d'ironie plus ou moins mordante ou amère.
L'auteur se fait moins présent que dans la plupart de ses autres écrits, disparaissant un peu derrière la narration, excepté quelques courts intermèdes où il revient à sa situation présente. Il y a aussi beaucoup moins d'exagérations et d'hyperboles, d'envolées lyriques, de véhémence. La tonalité générale est plutôt douce-amère, désabusée, même si l'humour, l'ironie ne sont jamais loin.

## Publication et réception critique
Le 23 septembre 1959, Céline remet son manuscrit à Gaston Gallimard. Le livre sort en librairie entre le 20 et le 26 mai 1960. La critique est, dans l'ensemble, élogieuse. Alors que D'un château l'autre avait été lancé par le scandale d'une interview dans L'Express intitulée « Voyage au bout de la haine », Nord sort précédé d'un interview dans Le Monde intitulée « Céline nous dit comment il a fait bouger la place des mots », plaçant d'emblée le débat sur le plan littéraire. Si certains critiques reprochent à Céline de « se pasticher lui-même », et si d'autres s'avouent mal à l'aise avec le caractère mi-biographique, mi-romancé du récit, la plupart reconnaissent le souffle de ce nouveau roman et le caractère unique de son style.

## Procès
Persuadé que la famille « Von Leiden/Scherz », le domaine de « Zornhof/Kränzlin » et le village de « Moorsburg/Neuruppin » ont disparu devant l'avancée des Russes à la fin de la guerre, Céline n'a pas pris la précaution, en transposant ses souvenirs, de rendre les personnages et les lieux méconnaissables. Après la mort de l'écrivain le 1er juillet 1961, la presse allemande, s'en faisant l'écho, attire l'attention d'Asta Scherz, qui s'étant fait traduire Nord, se reconnaît immédiatement dans le personnage d'Isis. Elle exige de Gallimard qu'il interrompe la commercialisation, ce que l'éditeur fait immédiatement. En février 1962, Asta Scherz intente un procès en diffamation. L'éditeur et les héritiers de Céline se voient interdits de diffuser en Allemagne les passages incriminés, et condamnés à verser des dommages et intérêts à la plaignante et à ses enfants. Après trois années de suspension, Gallimard publie, en octobre 1964, une édition définitive de Nord dans laquelle tous les noms propres ont été changés. Cette version reste à ce jour celle en circulation.

## Analyse
- Si vous ne connaissez pas le sujet, laissez ce bandeau (vous pouvez alors contacter les auteurs).
- Si vous supprimez le contenu mis en cause (vous pouvez préalablement contacter les auteurs),

argumentez précisément cette suppression dans la page de discussion
(un manque de référence n'est pas un argument ; une recherche réelle de référence doit avoir été effectuée, être formellement documentée).
Le personnage de mademoiselle de Chamarande est inspiré de Maud de Belleroche.
Après le succès de son précédent ouvrage paru en 1957, D'un château l'autre, succès critique et commercial, qui a permis un certain retour en grâce de l'auteur après des années de mise au ban, celui-ci poursuit sur le même sujet avec Nord, second volet de ce qui constituera avec Rigodon — paru de façon posthume en 1969 — la Trilogie allemande, chronique plus ou moins fidèle des pérégrinations de l'écrivain en Allemagne à la fin de la guerre. Il faut noter que l’action de Nord se situe avant celle relatée dans D’un château l’autre.
A travers ce périple épique, l'auteur donne à voir la souffrance endurée par le peuple allemand : les villes détruites par les bombardements, les familles décimées, les gens hébétés par l'enfer qui leur tombe dessus. Une lumière crue et édifiante est portée sur la nature humaine, ses ressources insoupçonnées comme sa cruauté et sa médiocrité.
Le thème principal qui ressort du livre est la survie : comment, confronté au chaos, à la douleur, aux drames, à la perte totale de repères, l'être humain est capable de s'habituer à tout, s'accommodant tant bien que mal de toutes les situations, cherchant constamment à tirer parti de ce qui s'y prête, à continuer malgré tout à essayer de maintenir ce qui ne tient plus debout, ou à recréer de nouveaux repères dans un environnement devenu très précaire, poussé par l'instinct de survie, la force de l'habitude, ou le déni pur et simple, quitte à s'appuyer sur la folie au sens psychiatrique du terme, comme une béquille.
C'est un récit crépusculaire, lugubre et comique à la fois, tour à tour poignant et grotesque, avec une galerie de personnages étranges, admirables ou effrayants. C'est aussi un livre sur l'injustice : partout, tout le temps, ce sont les petits qui trinquent, pendant que les puissants continuent de mener grand train, même sous les bombes, même au milieu du chaos, jusqu'à l'absurde.

## Principales éditions
- 1960 : L’édition originale est parue chez Gallimard, Paris, 1960. 464 pages, broché, in-8, collection blanche. 45 exemplaires sur vélin de Hollande et 155 sur vélin pur fil Lafuma-Navarre. C’est la première et seule édition précédant la condamnation du livre. Cette édition dite « non expurgée » comprend une carte géographique sommaire en double page. Cette édition était présentée en librairie portant un bandeau « honni soit ».

- 1966-1969 : Œuvres, André Balland, Paris. Le tome 5 inclut Nord et Rigodon. Édition établie (notes et commentaires) sous la direction de Jean A. Ducourneau.
- 1974 : Romans, tome II, édition et préface d'Henri Godard, Bibliothèque de la Pléiade, n° 252, 1312 pages. Cette édition comprend notamment l’intégralité de la trilogie.